# Italien i olympiska sommarspelen 1952
Italien deltog med 231 deltagare vid de olympiska sommarspelen 1952 i Helsingfors. Totalt vann de åtta guldmedaljer, nio silvermedaljer och fyra bronsmedaljer.

## Medaljer

### Guld
- Aureliano Bolognesi - Boxning, lättvikt.
- Marino Morettini, Loris Campana, Mino De Rossi och Guido Messina - Cykling, lagförföljelse.
- Enzo Sacchi - Cykling, sprint.
- Giuseppe Dordoni - Friidrott, 50 kilometer gång.
- Edoardo Mangiarotti - Fäktning, värja.
- Roberto Battaglia, Carlo Pavesi, Franco Bertinetti, Giuseppe Delfino, Dario Mangiarotti och Edoardo Mangiarotti - Fäktning, värja.
- Irene Camber - Fäktning, florett.
- Agostino Straulino och Nicolò Rode - Segling, starbåt.

### Silver
- Sergio Caprari - Boxning, fjädervikt.
- Ignazio Fabra - Brottning, grekisk-romersk stil, flugvikt.
- Dino Bruni, Gianni Ghidini och Vincenzo Zucconelli - Cykling, laglinjelopp.
- Marino Morettini - Cykling, tempolopp.
- Adolfo Consolini - Friidrott, diskuskastning.
- Dario Mangiarotti - Fäktning, värja.
- Edoardo Mangiarotti - Fäktning, florett.
- Giancarlo Bergamini, Antonio Spallino, Manlio Di Rosa, Giorgio Pellini, Edoardo Mangiarotti och Renzo Nostini - Fäktning, florett.
- Giorgio Pellini, Vincenzo Pinton, Renzo Nostini, Mauro Racca, Gastone Darè och Roberto Ferrari - Fäktning, sabel.

### Brons
- Bruno Visintin - Boxning, lätt weltervikt.
- Antonio Maspes och Cesare Pinarello - Cykling, tandem.
- Manlio Di Rosa - Fäktning, florett.
- Gildo Arena, Lucio Ceccarini, Renato De Sanzuane, Raffaello Gambino, Salvatore Gionta, Maurizio Mannelli, Geminio Ognio, Carlo Peretti, Enzo Polito, Cesare Rubini och Renato Traiola - Vattenpolo.